# یواس‌اس پث‌فایندر (ای‌جی‌اس-۱)
یواس‌اس پث‌فایندر (ای‌جی‌اس-۱) (به انگلیسی: USS Pathfinder (AGS-1)) یک کشتی بود که طول آن ۲۲۹ فوت ۴ اینچ (۶۹٫۹۰ متر) بود. این کشتی در سال ۱۹۴۲ ساخته شد.